# Krzysztof Krauze
Krzysztof Krauze (Varsavia, 2 aprile 1953 – Varsavia, 24 dicembre 2014) è stato un regista polacco.

## Biografia
Krauze è nato a Varsavia e ha completato i suoi studi di cinematografia presso la Scuola nazionale di cinema di Łódź negli anni '70. Ha lasciato la Polonia nel 1980, ma è tornato nel 1983. Negli anni '80 e all'inizio degli anni '90 ha lavorato per vari studi di produzione in Polonia. Nel 1997 è stato nominato "Man of the Year" dalla rivista polacca Życie. Ha anche recitato in diversi film di altri registi polacchi.
A Krauze è stato diagnosticato un cancro alla prostata nel 2006 ed è morto il 24 dicembre 2014, all'età di 61 anni.

## Filmografia parziale
- Pierwsze kroki (1976)
- Symetrie (1977)
- Elementarz (1978)
- Dwa listy (1979)
- Deklinacja (1979)
- Praktyczne wskazówki dla zbieraczy motyli (1981)
- Dzień kobiet (1981)
- Jest (1984)
- Robactwo (1984)
- Nowy Jork, czwarta rano (1988)
- Nauka na całe życie (1993)
- Kontrwywiad (1994)
- Nauka trzech narodów (1994)
- Spadł, umarł, utonął (1994)
- Ogrody Tadeusza Reichsteina (1994)
- Departament IV (1996)
- Gry uliczne (1996)
- Fotoamator (1997)
- Stan zapalny (1997)
- Dług (1999)
- Wielkie rzeczy (2000)
- Mój Nikifor[3] (2004)
- Plac Zbawiciela (2006)
- Papusza[4](2013)